# Fuente de Piedra (kommunhuvudort)
Fuente de Piedra är en kommunhuvudort i Spanien.   Den ligger i provinsen Provincia de Málaga och regionen Andalusien, i den södra delen av landet, 400 km söder om huvudstaden Madrid. Fuente de Piedra ligger 444 meter över havet och antalet invånare är 2 095. Den ligger vid sjön Laguna Salada.
Terrängen runt Fuente de Piedra är platt västerut, men österut är den kuperad. Runt Fuente de Piedra är det ganska glesbefolkat, med 50 invånare per kvadratkilometer. Närmaste större samhälle är Antequera, 19,7 km sydost om Fuente de Piedra. Trakten runt Fuente de Piedra består till största delen av jordbruksmark.